# Oxihidrogen

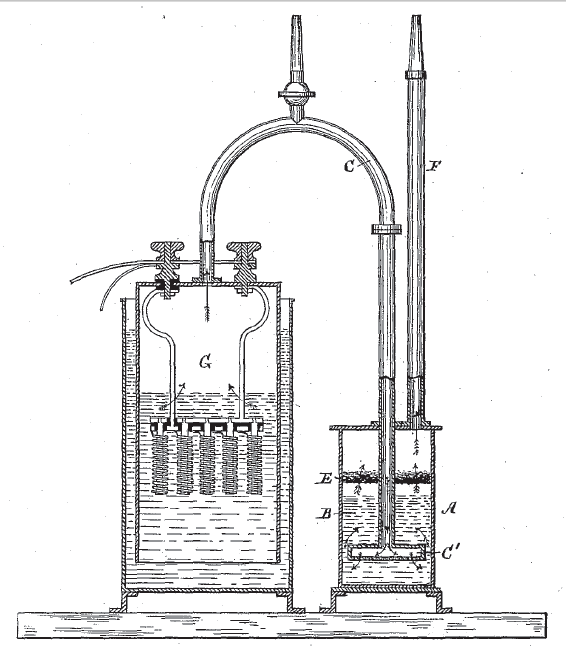
O celulă electrolitică din secolul al XIX-lea utilizată pentru obținerea de oxihidrogen

Termenul de oxihidrogen (abreviat și HHO) face referire la un amestec de hidrogen (H2) și oxigen (O2) gazos în proporție H:O de 2:1. Acest amestec gazos a fost primul utilizat pentru sudare.

## Obținere
Un amestec pur stoichiometric de oxihidrogen se obține în urma procesului de electroliză a apei, în care se utilizează curentul electric pentru descompunerea moleculelor de apă în gazele componente:
electroliza: 2 H2O   → 2 H2  +  O2
combustia: 2 H2  +  O2   →   2 H2O

## Proprietăți
Amestecul gazos oxihidrogen arde când atinge temperatura de autoaprindere. Pentru amestecul hidrogen:oxigen în raport 2:1, în condiții normale de presiune atmosferică, autoaprinderea are loc la o temperatură de 570 °C. Energia minimă necesară pentru aprinderea acestui amestec este de aproximativ microjouli. În condiții standard de temperatură și presiune, amestecul va arde atunci când este alcătuit din 4% până la 95% hidrogen în procente de volum.
Când este aprins, amestecul gazos se transformă în vapori de apă și eliberează energie, ceea ce susține desfășurarea reacției chimice: 241,8 kJ pentru fiecare mol de H
2 ars. Cantitatea de energie eliberată este independentă de modul de combustie, însă temperatura flăcării variază. Prin combustia unui amestec exact stoichiometric se obține o temperatură maximă de 2800 °C, cu aproximativ 700 °C mai mult decât în cazul unei flăcări de hidrogen în aer. În cazul în care unul dintre cele două gaze componente se află în exces față de raportul de 2:1 sau atunci când acestea sunt amestecate cu un gaz inert, precum azotul, temperatura obținută va fi mai mică.